# Giuseppe Tonucci
Giuseppe Tonucci (Fano, 9 marzo 1938 – Pesaro, 11 ottobre 1988) è stato un ciclista su strada italiano.
Professionista tra il 1961 ed il 1963, conta una vittoria di tappa al Giro d'Italia.

## Carriera
Corse per la Ignis e la Gazzola, distinguendosi come passista e velocista. Ottenne due vittorie da professionista, il Gran Premio Cemab Mirandola nel 1961 e una tappa al Giro d'Italia 1962.

## Palmarès
- 1961

Gran Premio Cemab - Mirandola
- 1962

10ª tappa Giro d'Italia (Chieti > Fano)

## Piazzamenti

### Grandi giri
- Giro d'Italia

1961: ritirato
1962: ritirato
1963: 86º
- Tour de France

1962: 88º

### Classiche
- Milano-Sanremo

1961: 80º
1963: 117º

### Competizioni mondiali
- Campionati del mondo

Zandvoort 1959 - In linea: 45º (cat. Dilettanti)
- Giochi olimpici

Roma 1960 - In linea: 19º

## Riconoscimenti
Gli è stato dedicato l'asteroide 8192 Tonucci.